# Mormia cornuta
Mormia cornuta är en tvåvingeart som först beskrevs av Tonnoir 1919.  Mormia cornuta ingår i släktet Mormia och familjen fjärilsmyggor. Inga underarter finns listade i Catalogue of Life.